# Louise Kink
Louise Kink Pope (Zurique, 8 de abril de 1908 – Milwaukee, 25 de agosto de 1992) foi uma das últimas sobreviventes do naufrágio do RMS Titanic em 15 de abril de 1912.

## Início da vida
Louise Gretchen Kink nasceu em 8 de abril de 1908 em Zurique, Suíça, filha do banqueiro Anton Kink e sua esposa, Luise Heilmann. Em 1912, os Kinks decidiram imigrar para Milwaukee junto com o irmão e irmã de Anton, Vinzenz e Maria.

## A bordo doTitanic
Louise e seus pais embarcaram no RMS Titanic como passageiros de terceira classe em 10 de abril de 1912, em Southampton, Inglaterra. Anton e seu irmão ocuparam uma cabine no Convés G, enquanto sua esposa, sua irmã e sua filha ocuparam uma cabine na popa do navio.
A colisão do Titanic com o iceberg às 11h40m do dia 14 de abril despertou Anton e seu irmão, que correram para o convés do navio, onde eles claramente viram o iceberg. Eles voltaram para a cabine e vestiram-se. Anton correu para a cabine de sua esposa e acordou seus ocupantes. Toda a família Kink se dirigiu para o convés do navio, mas Maria e Vinzenz acabaram se perdendo na multidão.
Louise e sua mãe foram carregadas no bote salva-vidas Nº 2, mas Anton teve que permanecer no navio. No último minuto, Anton conseguiu pular em um bote salva-vidas que estava sendo baixado.
Os três sobreviveram e foram resgatados pelo navio de resgate RMS Carpathia. Vinzenz e Maria morreram durante o naufrágio e seus corpos, se recuperados, nunca foram identificados.
Louise e seus pais chegaram a Nova Iorque a bordo do Carpathia no dia 18 de abril e passaram os quatro primeiros dias no St. Vincent's Hospital. Eles então compraram bilhetes de trem para Milwaukee, deixando Nova Iorque no dia 22 de abril, chegando dois dias depois.
Ao chegar em Milwaukee, Anton alugou uma fazenda onde ele e família moraram. Em 1919, seus pais se divorciaram e Anton voltou para sua terra natal, Graz, na Áustria, onde se casou novamente. Luise também voltou a se casar, mas se recusou a falar sobre o desastre do Titanic com qualquer um.

## Casamento
Em 1932, Louise casou-se com Harold Pope; o casal teve quatro filhos. Eles se divorciaram pouco depois do nascimento de seu quarto filho.

## Últimos anos
Em seus últimos anos, Louise tornou-se uma das pessoas mais envolvidas nas atividades relacionadas ao Titanic. Pouco depois da descoberta dos destroços do Titanic em 1985, ela testemunhou na Câmara dos Representantes dos EUA, pedindo a proteção do navio como um memorial.
Em 1987, ela se juntou a vários sobreviventes em uma convenção em Wilmington, Delaware, comemorando o 75º aniversário do naufrágio. Em 1988, esteve presente em outra convenção organizada pelo Titanic Historical Society, realizada em Boston, Massachusetts. Em 1990, Louise foi convidada de honra na Ilha Ellis, para comemorar uma placa sobre os passageiros mortos no desastre. Apesar de sofrer de tuberculose, artrite e câncer de mama, Louise voltou a Boston em 1992 para participar de uma convenção do Titanic Historical Society, comemorando o 80º aniversário do desastre. Em abril de 1992, Louise foi convidada de honra em Nova Jersey em uma peça relacionada ao Titanic.

## Morte
Louise morreu em 25 de agosto de 1992, em decorrência de câncer de pulmão, em Milwaukee, Wisconsin, aos 84 anos. Louise está enterrada ao lado de sua mãe no cemitério de Sunnyside, em Milwaukee. Em frente de suas lápides estão as seguintes palavras: "Imigrantes americanas, sobreviventes do desastre do Titanic, 15 de abril de 1912".